# Anne Sophie Jørgensen
Anne Sophie Jørgensen (født 14. april 1954 i Kjellerup) er en dansk spirituel lærer, foredragsholder og forfatter. Hun er stifter af et meditationscenter i Gedved kaldet Tigerens Rede, Taktsang Denmark, som har eksisteret siden 1988. Anne Sophie er gift med Jukas Killemose, som er kandidat i pædagogisk psykologi og underviser på Tigerens Rede og i Tigerekspressen

## Baggrund
Anne Sophie Jørgensen læste psykologi på Aarhus Universitet fra 1975-1980. Her mødte hun bl.a. Jes Bertelsen, som på daværende tidspunkt underviste på universitetet. Anne Sophie Jørgensen var oprindeligt inspireret både af Jes Bertelsen og Bob Moore, som begge også beskæftigede sig med emner som meditation, healing og selvudvikling.
I 1982 startede Anne Sophie Jørgensen sin kursusvirksomhed med undervisning, individuel vejledning og foredrag, hvor der inddrages elementer fra kristendommen  og den tibetanske buddhisme. I forfatterskabet fokuseres der på at oversætte essentielle dele af de traditionelle religioner ind i en nutidig vestlig kontekst. Det fremhæves, at meditation, nærvær og åndelighed kan integreres i et almindeligt hverdagsliv i modsætning til tidligere, hvor religiøs praksis i højere grad krævede fravalg af familie, parforhold, egen bolig og selvstændig økonomi.
Meditationscenteret Tigerens Rede beskrives hverken som kristent eller buddhistisk, men som et nyt udtryk for spiritualitet og åndelig praksis udenfor en etableret tradition.

## Anne Sophie Jørgensen som spirituel lærer
Med inspirationen fra Bob Moore, der flyttede til Danmark fra Irland og bl.a. underviste i healing og energiforståelse ud fra østens chakrasystem, beskæftigede Anne Sophie Jørgensens tidlige forfatterskab og virke sig med beslægtede emner som energibevidsthed, drømme, chakrasystemet, healing og selvudvikling. Bob Moore havde rødder i den teosofiske tradition.
Anne Sophie Jørgensen fandt senere inspiration i kristendommen og den tibetanske Buddhisme, hvilket præger den senere del af forfatterskabet som bl.a. fokuserer på tantra. I bøgerne beskrives tantra som kombinationen af kærlighed, seksualitet og spiritualitet. Der sondres mellem "ny spiritualitet”, hvor spiritualitet integreres i det almindelige hverdagsliv og bliver et fundament i livet modsat ”gammel spiritualitet”, hvor spiritualiteten blev varetaget i klostre adskilt fra familie- og hverdagsliv.
I 2007 mødte Anne Sophie Jørgensen Lama Tshewang Rinzin på Chodrak Gompa i Bhutan. Det blev et skelsættende møde med flere gensidige besøg og udveksling på tværs af kultur og religion. I 2016 modtog Anne Sophie Jørgensen en officiel anerkendelse af hendes meditative arbejde og evne til at oversætte dharmaen (den oprindelige buddhistiske lærdom) til vesten.
Anne Sophie Jørgensens seneste fokus har været på formidling af avanceret meditation og tantra. Anne Sophie Jørgensen deltager i aktuelle samfundsdebatter, og giver bud på hvordan man kan forholde sig til tidens udfordringer. Nogle overskrifter der går igen er, hvordan mennesker kan lære at gå fra polarisering pba. forskelligheder til polaritet og ligeværd. Hvordan mennesker kan få næret deres basale behov, og dermed minimeret et overdrevent begær der kan medføre misbrug af magt, ressourcer, kærlighed, seksualitet mm. Hvordan uligeværd mellem kønnene ikke kun kan ændres gennem ligestilling, men kræver et mere grundlæggende opgør med kønskasserne "maskulin" og "feminin".

## Inspiration fra Kristendommen
Anne Sophie Jørgensen beskriver i en samtale under Himmelske Dage med tidligere biskop Peter Fischer-Møller, at hun allerede som barn holdt af de kristne salmer. Essentielle dele af kristendommen repræsenteres i hendes forfatterskab bl.a. gennem fokus på udfoldelse af den personlige kærlighed såvel som den upersonlige kærlighed eller næstekærligheden. Hun har gennem de seneste 10 år samarbejdet med IKON, deltaget i flere dialogmøder omkring tro, medvirket i TV-programmet "Guddommelig sex" og flere radioprogrammer med bl.a. Anders Laugesen.

## Inspiration fra den tibetanske Buddhisme
I Bhutan er der et buddhistisk kloster ved navn Taktsang (en), som betyder Tigerens Rede. Historisk er dette kloster forbundet til de to buddhistiske lærere Padmasambhava  og Yeshe Tsogyal, som levede i det 8. århundrede, og var centrale for udbredelsen af Buddhismen i området. Anne Sophie Jørgensen besøgte Taktsang i Bhutan for første gang i 2007, og det har resulteret i flere gensidige besøg og udveksling med munkevæsenet i Bhutan, samt en officiel anerkendelse af Anne Sophie Jørgensens arbejde. I forbindelse med et besøg fra Bhutan i 2016 blev der bl.a. afholdt arrangementer med fokus på religionsdialog og gensidig inspiration, heriblandt Interfaith dialogue i samarbejde med IKON og World Compassion Event hvor biskop Peter Fischer-Møller fra Roskilde Stift, Dorje Lopen Rinpoche (Bhutans næstøverste religiøse overhoved), Lama Tshewang Rinzin samt Anne Sophie Jørgensen udvekslede tanker og erfaringer med samarbejde på tværs af kultur og tradition for at fremme medfølelse og næstekærlighed.  